# Podlëdnaja Dolina Matvejchuka
Podlëdnaja Dolina Matvejchuka (englische Transkription von russisch Подлёдная Долина Матвейчука Podljodnaja Dolina Matweitschuka, deutsch ‚Vereistes Matweitschuktal‘) ist ein Tal im ostantarktischen Enderbyland. Es liegt südwestlich der Amphitheatre Peaks.
Russische Wissenschaftler benannten das Tal. Der Namensgeber ist nicht überliefert.